# Списък с епизоди на „Изгубени“
Това е списъкът с епизоди на сериала „Изгубени“ с оригиналните дати на излъчване в САЩ и България.
Продуцирани са общо 121 епизода, като последният се излъчи на 23 май 2010 г. Всички сезони могат да бъдат закупени и на DVD в региони 1 – 4, както и на Blu-ray в региони A и B.

## Сезон 1: 2004 – 2005
Главна статия: Изгубени (сезон 1)
| Номер | Заглавие                               | Главен персонаж | Първо излъчване в САЩ | Първо излъчване в България |
| --- | -------------------------------------- | --------------- | --------------------- | -------------------------- |
| 1 (1 – 01) | Pilot, Part 1                          | Джак            | 22 септември 2004 г.  | 22 януари 2005 г.          |
| Самолет катастрофира над безлюден остров в Тихия океан. Оцелелите са 47. Някои изпадат в паника, някои се осланят на надеждата, че съвсем скоро ще бъдат спасени, някои откриват неподозирани способности в себе си да се справят хладнокръвно и разумно в критични ситуации. Но за всички е ясно едно – приятели, врагове, близки, роднини и напълно непознати трябва да се обединят и заедно да се борят срещу неволите, ако искат да оцелеят. |                                        |                 |                       |                            |
| 2 (1 – 02) | Pilot, Part 2                          | Чарли и Кейт    | 29 септември 2004 г.  | 29 януари 2005 г.          |
| След като са открили трансмисер в пилотската кабина на катастрофиралия самолет, група от оцелелите сформира експедиция, чиято цел е да се намери най-подходящото място за излъчване на SOS сигнал. С изненада те установяват, че по-силен излъчвател ги заглушава. Успяват да прихванат сигнал за помощ, в който неизвестна французойка моли да бъде спасена. Фактът, че не са сами на острова не е единственото, което ги изненадва. Смутът преминава в истински шок, когато установяват, че съобщението на французойката се излъчва цели 16 години. |                                        |                 |                       |                            |
| 3 (1 – 03) | Tabula Rasa                            | Кейт            | 6 октомври 2004 г.    | 5 февруари 2005 г.         |
| Джак и Хърли разкриват тайната на Кейт, докато се опитват да спасят един от ранените при катастрофата. Разбират, че той е шериф, придружавал арестуваната жена при прехвърлянето ѝ в Съединените щати. Разкрива се част от миналото на Кейт. Животът ѝ в Австралия през последните месеци. Междувременно, групата, чула съобщението на французойката решава, че за момента е по-разумно да скрият истината от другите оцелели, за да не всеят паника. |                                        |                 |                       |                            |
| 4 (1 – 04) | Walkabout                              | Лок             | 13 октомври 2004 г.   | 12 февруари 2005 г.        |
| За пореден път оцелелите пътници от самолетната катастрофа се сблъскват с ужаса, който всява появата на неизвестния звяр, обитаващ острова. Това е първото от поредицата странни и необясними неща, които се случват на острова. Разбулва се и част от миналото на Джон Лок. С което става ясно, че мистериите на острова тепърва започват. |                                        |                 |                       |                            |
| 5 (1 – 05) | White Rabbit                           | Джак            | 27 октомври 2004 г.   | 19 февруари 2005 г.        |
| Дали изтощението и лишенията са причина за делириума на Джак или странни сили влияят върху съзнанието му? Спомените от детството му разкриват част от неговата личност и най-вече огромното значение, което е имал баща му за формирането на характера му. Бременната Креър се чувства все по-зле. Запасите от вода са на изчерпване. А най-големият шок за всички е мистериозното изчезване на последните бутилки. |                                        |                 |                       |                            |
| 6 (1-06) | House of the Rising Sun                | Сън             | 3 ноември 2004 г.     | 2005 г.                    |
| Всички са потресени, когато Майкъл е брутално пребит. Но само Сън и Джин, двамата корейци, които не говорят английски знаят истината за случилото се. Джак, Кейт Сойър и Саид спорят кое място е по-подходящо за лагер на оцелелите. Плажът, където по-лесно могат да бъдат забелязани или пещерите, в близост до които са открили поток и чиста вода. Лок разкрива тайната на Чарли. |                                        |                 |                       |                            |
| 7 (1-07) | The Moth                               | Чарли           | 10 ноември 2004 г.    | 2005 г.                    |
| Чарли започва тежка битка за отказване от наркотиците. Лок прави всичко възможно да го мотивира и да му помогне. Междувременно Джак е затрупан от срутила се скала. Оцелелите правят всичко, което е по силите им, за да го спасят. Най-неочаквано се проваля перфектно изработеният план на Кейт, Саид и Буун да открият от къде се излъчва мистериозното съобщение на французойката. |                                        |                 |                       |                            |
| 8 (1-08) | Confidence Man                         | Сойър           | 17 ноември 2004 г.    | 2005 г.                    |
| Инхалаторът на Шанън е на привършване и Буун смята, че останалите инхалатори са в Сойър. Джак и Саид прибягват дори до изтезания, за да измъкнат нужното от себичния Сойър. От неговите спомени се разбира, че и той не е онзи, за когото се представя. Сприхав егоист или човек с дълбоко наранена душа е привидно заядливият и стиснат красавец? |                                        |                 |                       |                            |
| 9 (1-09) | Solitary                               | Саид            | 17 ноември 2004 г.    | 2005 г.                    |
| Животът на Саид е в опасност, след като младият арабин попада в плен на французойката, обитаваща острова цели 16 години. Двамата научават много един за друг. Но приятелството все още е далечен мираж. Междувременно Хърли осъществява странната си идея за разнообразяване на живота. На острова е построено мини голф игрище и новото забавление сякаш до голяма степен намалява напрежението в отношенията между хората. |                                        |                 |                       |                            |
| 10 (1-10) | Raised by Another                      | Клеър           | 1 декември 2004 г.    | 2005 г.                    |
| Клер сънува кошмар, в който бебето ѝ е застрашено от нападение или отвличане. Тя се връща в спомените си към бившия си приятел, бащата на нероденото ѝ дете и всички проблеми, съпътстващи краткотрайния им съвместен живот. Хърли изготвя списък на всички оцелели и с изненада открива, че Итън липсва в първоначалния пътнически лист. Безобиден измамник или още един стар обитател на мистериозния остров? |                                        |                 |                       |                            |
| 11 (1-11) | All the Best Cowboys Have Daddy Issues | Джак            | 8 декември 2004 г.    | 2005 г.                    |
| За героите остава загадка кой и защо е похитил Клер и Чарли. Сформират се групи, които започват издирването им из опасната джунгла. Подозренията падат върху Итън, човекът, за когото вече знаят, че името му липсва в пасажерския списък. Джак се бори с призраците от своето минало. А Лок и Буун откриват още една мистерия на острова. |                                        |                 |                       |                            |
| 12 (1-12) | Whatever the Case May Be               | Кейт            | 5 януари 2005 г.      | 2005 г.                    |
| Джак, Кейт и Сойър се борят за новооткрития метален куфар, чието съдържание очевидно вълнува всички. Освен тайни, свързани с миналото на Кейт, в него са затворени и неща, които със сигурност биха били от полза за всички. Саид с помощта на Шанън се опитва да разгадае записките и картите, които е взел от тайнствената французойка. Приливът заплашва да унищожи лагера на брега. Евакуацията е неизбежна. |                                        |                 |                       |                            |
| 13 (1-13) | Hearts and Minds                       | Буун            | 12 януари 2005 г.     | 2005 г.                    |
| Когато разбира, че Буун иска да сподели с останалите тайната, която са разкрили, Лок решава да му даде урок. Шанън изпада в беда и брат ѝ трябва да положи максимални усилия за спасяването ѝ. Междувременно се разбулва миналото на Шанън и Буун, непосредствено преди да се качат в самолета. Кейт с изненада разбира, че тихата и кротка Сън всъщност говори английски. Но защо крие този факт от съпруга си? |                                        |                 |                       |                            |
| 14 (1-14) | Special                                | Майкъл и Уолт   | 19 януари 2005 г.     | 2005 г.                    |
| Какво се крие в миналото на Майкъл и Уолт? Защо баща и син са били разделени и ще успеят ли да постигнат хармония и разбирателство във взаимоотношенията си. Критичната ситуация, в която изпада момчето, вероятно ще ги сближи повече от всичко. Саид и Шанън продължават да работят върху записките и картите на французойката. Но мистерията се задълбочава все повече и повече. |                                        |                 |                       |                            |
| 15 (1-15) | Homecoming                             | Клеър           | 9 февруари 2005 г.    | 2005 г.                    |
| Клеър се завръща в лагера без никакъв спомен за онова, което ѝ се е случило през последната седмица. Но похитителят настоява да си я върне и отправя жестоко предупреждение, че всеки ден ще убива по един от оцелелите, докато момичето не му бъде предадено. Джак и Лок организират охраната на лагера. Но дали ще успеят да се справят с находчивия и опитен Итън? |                                        |                 |                       |                            |
| 16 (1-16) | Outlaws                                | Сойър           | 16 февруари 2005 г.   | 2005 г.                    |
| Кейт и Сойър споделят помежду си тъмните тайни, които крият, докато преследват глиган, очевидно решил да по всякакъв начин да дразни избухливия Сойър. Хърли и Саид се притесняват за състоянието на Чарли, след като момчето хладнокръвно изпразни пълнителя на пистолета си в тялото на Итън. Разкрива се неочаквана връзка между Сойър и Джак. В спомените си Сойър се връща към срещата си с бащата на Джак. |                                        |                 |                       |                            |
| 17 (1-17) | ...In Translation                      | Джин            | 23 февруари 2005 г.   | 2005 г.                    |
| Салът изгаря в пламъци. Майкъл обвинява Джин, че умишлено е подпалил надеждата му за спасение. Конфликтът прераства във физическа разпра. За да защити съпруга си, Сън пред всички проговаря на английски. Изненадата и на оцелелите, и на собствения ѝ съпруг е огромна. Чрез спомените на младата корейска двойка научаваме повече за семейния им живот и проблемите, с които Джин се е сблъскал. Буун отправя недвусмислено предупреждение към Саид относно сестра му Шанън. |                                        |                 |                       |                            |
| 18 (1-18) | Numbers                                | Хърли           | 2 март 2005 г.        | 2005 г.                    |
| Хърли е обсебен от мисълта за мистериозната французойка и комбинацията от цифри, които вижда в записките ѝ. Тръгва да я търси. Притеснени, Джак, Саид и Чарли поемат след него. Лок с помощта на Клеър сглобява детско креватче – подарък за рождения ден на бременната жена. Научаваме историята на Хърли – щастливия печеливш в лотарията. Но дали късметът е кацнал на рамото му или го преследва някакво необяснимо проклятие? |                                        |                 |                       |                            |
| 19 (1-19) | Deus Ex Machina                        | Лок             | 30 март 2005 г.       | 2005 г.                    |
| Разкриват се подробности от трагичното минало на Лок. Странни видения го спохождат на острова. Отново има проблеми с краката си и придвижването му е затруднено. Заедно с Буун, Лок открива останките на катастрофирал малък самолет. Докато Буун се намира във вътрешността му, самолетът пада от дървото, в чиито клони се е оплел. Момчето е тежко ранено. Пренебрегвайки болката и страха, Лок го отнася до лагера. |                                        |                 |                       |                            |
| 20 (1-20) | Do No Harm                             | Джак            | 6 април 2005 г.       | 2005 г.                    |
| Джак се опитва с всички сили да спаси живота на пострадалия Буун. Но състоянието на момчето е критично. Сън стои неотлъчно до лекаря и помага с каквото може. Междувременно Клеър започва да ражда. Очевидно в този момент Джак не може да ѝ помогне. Но грижите на Кейт, Чарли и Джин са напълно достатъчни. На бял свят се появява малкият син на Клеър. Веднага след като пренася тялото на Буун в лагера, Лок изчезва някъде в джунглата. |                                        |                 |                       |                            |
| 21 (1-21) | The Greater Good                       | Саид            | 4 май 2005 г.         | 2005 г.                    |
| След поредното погребение на острова, напрежението сред оцелелите става все по-голямо. В психологическа игра на котка и мишка Саид се опитва да изтръгне истината от Лок за обстоятелствата, при които е пострадал Буун. И Джак, и Шанън търсят отмъщение за смъртта на младежа. Чарли и Клеър са завладени от проблемите, свързани с новороденото бебе. Разкриват се още тайни от миналото на Саид. |                                        |                 |                       |                            |
| 22 (1-22) | Born to Run                            | Кейт            | 11 май 2005 г.        | 2005 г.                    |
| Сойър и Кейт се борят с всички средства за последното свободно място в сала на Майкъл. Дали някой от двамата няма да стигне до крайности, за да напусне острова? Джак и Саид научават за тайния проход, открит от Лок и Буун. Между тях възниква спор – трябва ли да се отвори капакът или за всички ще е по-добре, ако тази мистерия остане неразгадана. Спомените на Кейт ни разкриват нови подробности от нейното минало. |                                        |                 |                       |                            |
| 23 (1-23) | Exodus, Part 1                         | различни        | 18 май 2005 г.        | 2005 г.                    |
| Французойката Даниел Русо изненадва всички, като се появява в лагера с предупреждението за „другите на острова“ и черния дим, който ги олицетворява. Заедно с Кейт, Джак и Лок тя поема към Черната скала. Салът на Джин и Майкъл е готов. Проблемите в корейското семейство са изгладени. Уолт решава да остави кучето си на Шанън, тъй като на сала няма достатъчно място и за домашния любимец. |                                        |                 |                       |                            |
| 24/25 (1-24/1-25) | Exodus, Part 2                         | различни        | 25 май 2005 г.        | 2005 г.                    |
| Французойката Даниел Русо отвлича бебето от Клеър, Саид и Чарли тръгват след нея. Междувременно Джак, Кейт и Лок донасят експлозиви от Черната скала, а Арцт има фатален инцидент, докато обяснява опасността при работа с нитроглицерин. Саид показва на Чарли самолета пълен с хероин. Двамата взимат обратно бебето от Даниел и го връщат на Клеър. Уолт е отвлечен от сала от непознати хора. Сойър е прострелян. Между Лок и Джак възникват противоречия, в които персонажът на Лок символизира вярата, а Джак – науката. Лок взривява люка, пряко волята на Хърли, който в последния момент вижда прокълнатите числа 4, 8, 15, 16, 23, 42, изписани върху капака на люка. |                                        |                 |                       |                            |

## Сезон 2: 2005-2006
Главна статия: Изгубени (сезон 2)
| Номер | Заглавие                     | Главен персонаж | Първо излъчване в САЩ | Първо излъчване в България |
| --- | ---------------------------- | --------------- | --------------------- | -------------------------- |
| 26 (2-01) | Man of Science, Man of Faith | Джак            | 21 септември 2005 г.  | 22 януари 2006 г.          |
| Вторият сезон започва оттам, където оставихме оцелелите: Джак, Лок и компания се готвят да влязат в бункера и да разберат какво се крие долу. Един от тях се спуска в мистериозния бункер, а в същото време Шанън се натъква на шокираща гледка в джунглата. В ретроспекция виждаме как Джак спасява като по чудо една жена, Сара. Същата Сара, за която после ще се ожени. Проследяваме превръщането на Джак от човек на науката в човек на вярата. |                              |                 |                       |                            |
| 27 (2-02) | Adrift                       | Майкъл          | 28 септември 2005 г.  | 29 януари 2006 г.          |
| След отвличането на Уолт и унищожаването на сала, Джин изчезва, а Майкъл и Сойър се борят за живота си насред океана, където се натъкват на нов хищник. Междувременно, на острова Лок се спуска в бункера след изчезването на Кейт. Джак тръгва след него и се натъква на шокираща изненада. Връщайки се към миналото, научаваме повече за трудната връзка на Майкъл с бившата му приятелка Сюзън и битката им за родителски права над Уолт.         |                              |                 |                       |                            |
| 28 (2-03) | Orientation                  | Лок             | 5 октомври 2005 г.    | 5 февруари 2006 г.         |
| Джак, Лок и Кейт научават още тайни за бункера, след като се натъкват на учебен филм! Междувременно, след като са заловени, Сойър, Майкъл и Джин се питат дали похитителите им са други оцелели или „Другите“! В този епизод научаваме повече за миналото на Лок и се запознаваме с приятелката му Хелън – харизматична личност, покрай която нещата още повече се заплитат.                                                                         |                              |                 |                       |                            |
| 29 (2-04) | Everybody Hates Hugo         | Хърли           | 12 октомври 2005 г.   | 12 февруари 2006 г.        |
| Хърли е силно притеснен от поставената му задача да отговаря за разпределението на откритите в бункера хранителни запаси. Спомените го връщат в миговете непосредствено след спечелването на рекорден джакпот. Сойър, Майкъл и Джин разкриват кои и какви са хората, които са ги пленили. А Клеър намира изхвърлена на брега бутилката с писмата на оцелелите, която беше взета на сала.                                                             |                              |                 |                       |                            |
| 30 (2-05) | ...And Found                 | Сън и Джин      | 19 октомври 2005 г.   | 19 февруари 2006 г.        |
| Сън е силно разстроена, когато открива, че е изгубила сватбения си пръстен. Научаваме повече подробности от миналото на корейската семейна двойка. Майкъл тръгва да търси сина си. По следите му поемат Джин и мистър Еко. Трудно е да убедят съкрушения баща, че поема излишни и неоправдани рискове. |                              |                 |                       |                            |
| 31 (2-06) | Abandoned                    | Шанън           | 9 ноември 2005 г.     | 26 февруари 2006 г.        |
| Оцелелите от задната част на самолета поемат по опасния път към другия край на острова, където е основната група. Движението им е затруднено от ранения и губещ сили Сойър. Опасността от появата на мистериозните Други ги дебне отвсякъде. Романтичната вечер на Шанън и Саид е провалена. Шанън вижда в палатката си силуета на Уолт. Двамата тръгват да търсят момчето. Но трагичен инцидент ще промени плановете на мнозина.                    |                              |                 |                       |                            |
| 32 (2-07) | The Other 48 Days            | различни        | 16 ноември 2005 г.    | 5 март 2006 г.             |
| Каква е историята на оцелелите от опашката на самолета? Следва разказ за техните първи 48 дни на острова. Борбата им за оцеляване, атаките на Другите, възникналото недоверие, допуснатите грешки. Много са загубите, които трябва да понесат, както и душевните рани, които ще оставят белези завинаги. |                              |                 |                       |                            |
| 33 (2-08) | Collision                    | Ана Лусия       | 23 ноември 2005 г.    | 12 март 2006 г.            |
| Срещата на Ана Лусия и нейните хора със Саид и другите оцелели поражда насилие. Ана Лусия взима Саид за заложник. Кейт и Джак се погрижват за Сойър, след като господин Еко сам го довежда при тях. По-късно, един по един и останалите се присъединяват към лагера. В ретроспекция виждаме трудния живот на Ана Лусия като полицай, след като е простреляна от заподозрян, на когото тя се доверява.                                                |                              |                 |                       |                            |
| 34 (2-09) | What Kate Did                | Кейт            | 30 ноември 2005 г.    | 19 март 2006 г.            |
| Пак се връщаме към миналото на Кейт, за да бъде разкрито първото ѝ престъпление, свързано с нейното семейство. Обратно на острова, на нея започва да ѝ се струва, че духът на нейна жертва се е вселил в Сойър. Лок и Еко правят интересно откритие, свързано с филма, а Майкъл осъществява загадъчен контакт чрез компютъра, който може да има сериозни последствия...                                                                              |                              |                 |                       |                            |
| 35 (2-10) | The 23rd Psalm               | Еко             | 11 януари 2006 г.     | 26 март 2006 г.            |
| Този епизод ще хвърли повече светлина върху причината за мистериозната клетва на господин Еко да мълчи четиридесет дни, както и за нещата, които той дялка върху тоягата си. Клеър започва да губи доверие в Чарли, след като Еко настоятелно го разпитва за статуетката на Дева Мария. Междувременно Джак наблюдава с интерес как Кейт подстригва възстановяващия се Сойър...                                                                       |                              |                 |                       |                            |
| 36 (2-11) | The Hunting Party            | Джак            | 18 януари 2006 г.     | 2 април 2006 г.            |
| Майкъл оставя оцелелите, за да търси Уолт. Джак, Лок и Сойър тръгват след него, но срещат Другите в джунглата. В ретроспекция виждаме как съпругата на Джак го изоставя заради друг мъж. |                              |                 |                       |                            |
| 37 (2-12) | "Fire + Water"               | Чарли           | 25 януари 2006 г.     | 9 април 2006 г.            |
| Чарли сънува, че животът на Арън е в опасност, и смята, че той трябва да бъде кръстен. Клеър е разочарована от Чарли, виждайки статуите на Дева Мария с хероин, които Лок премества в бункера. В ретроспекция, групата на Чарли неуспешно се бори да си възвърне славата. |                              |                 |                       |                            |
| 38 (2-13) | The Long Con                 | Сойър           | 8 януари 2006 г.      | 16 април 2006 г.           |
| Когато Сън е нападната, се засилва напрежението между Джак, Лок, Кейт и Ана Лусия относно пистолетите. Става ясно, че Сойър и Чарли са ги взели. По този начин Сойър поема контрол над тях, а Чарли си отмъщава на Лок. В ретроспекция виждаме как Сойър се влюбва. |                              |                 |                       |                            |
| 39 (2-14) | One of Them                  | Саид            | 15 февруари 2006 г.   | 23 април 2006 г.           |
| Русо води Саид при мъж, който е заловила, и за когото е сигурна, че е един от Другите. Саид отново влиза в ролята си на мъчител, за да измъкне самопризнания от „Хенри Гейл“. |                              |                 |                       |                            |
| 40 (2-15) | Maternity Leave              | Клеър           | 1 март 2006 г.        | 30 април 2006 г.           |
| Арън се разболява и Клеър, Кейт и Русо тръгват да търсят мястото, където Клеър е държана, докато е била отвлечена – изоставена медицинска станция на Дарма. Там те търсят лекарство, което да излекува бебето. Джак и Лок спорят относно това как да действат с Хенри. Спомените на Клеър за Итън, който я държи като заложник, се връщат. Тя си спомня и как Русо и нейната дъщеря, една от Другите, ѝ помогат да избяга.                           |                              |                 |                       |                            |
| 41 (2-16) | The Whole Truth              | Сън             | 22 март 2006 г.       | 7 май 2006 г.              |
| Ана Лусия, Саид и Чарли търсят парашута на Хенри. Сън открива, че е бременна. В ретроспекция виждаме как тя разбира, че Джин е стерилен. |                              |                 |                       |                            |
| 42 (2-17) | Lockdown                     | Лок             | 29 март 2006 г.       | 14 май 2006 г.             |
| Бункерът внезапно затваря Лок в капан. Той е принуден да помоли Хенри за помощ и да въведе числата в компютъра. Ана Лусия, Саид и Чарли се връщат и разкриват, че „Хенри Гейл“ лъже и всъщност е един от Другите. Ретроспекциите покозват как приятелката на Лок – Хелън, отказва да се омъжи за него, заради неспособността му да се отърве от болката, причинена от баща му.                                                                       |                              |                 |                       |                            |
| 43 (2-18) | Dave                         | Хърли           | 5 април 2006 г.       | 21 май 2006 г.             |
| |                              |                 |                       |                            |
| 44 (2-19) | S.O.S.                       | Роуз и Бърнард  | 12 април 2006 г.      | 28 май 2006 г.             |
| |                              |                 |                       |                            |
| 45 (2-20) | Two for the Road             | Ана Лусия       | 3 май 2006 г.         | 4 юни 2006 г.              |
| |                              |                 |                       |                            |
| 46 (2-21) | ?                            | Еко             | 10 май 2006 г.        | 11 юни 2006 г.             |
| |                              |                 |                       |                            |
| 47 (2-22) | Three Minutes                | Майкъл          | 17 май 2006 г.        | 18 юни 2006 г.             |
| |                              |                 |                       |                            |
| 48/49 (2-23/2-24) | Live Together, Die Alone     | Дезмънд         | 24 май 2006 г.        | 25 юни и 2 юли 2006 г.     |
| |                              |                 |                       |                            |

## Сезон 3: 2006-2007
Главна статия: Изгубени (сезон 3)
| Номер | Заглавие                   | Главен персонаж | Първо излъчване в САЩ | Първо излъчване в България |
| --- | -------------------------- | --------------- | --------------------- | -------------------------- |
| 50 (3-01) | A Tale of Two Cities       | Джак            | 4 октомври 2006 г.    | 11 февруари 2007 г.        |
| |                            |                 |                       |                            |
| 51 (3-02) | The Glass Ballerina        | Сън и Джин      | 11 октомври 2006 г.   | 18 февруари 2007 г.        |
| |                            |                 |                       |                            |
| 52 (3-03) | Further Instructions       | Лок             | 18 октомври 2006 г.   | 25 февруари 2007 г.        |
| |                            |                 |                       |                            |
| 53 (3-04) | Every Man for Himself      | Сойър           | 25 октомври 2006 г.   | 4 март 2007 г.             |
| |                            |                 |                       |                            |
| 54 (3-05) | The Cost of Living         | Еко             | 1 ноември 2006 г.     | 11 март 2007 г.            |
| |                            |                 |                       |                            |
| 55 (3-06) | I Do                       | Кейт            | 8 ноември 2006 г.     | 18 март 2007 г.            |
| |                            |                 |                       |                            |
| 56 (3-07) | Not in Portland            | Джулиет         | 7 февруари 2007 г.    | 8 април 2007 г.            |
| |                            |                 |                       |                            |
| 57 (3-08) | Flashes Before Your Eyes   | Дезмънд         | 14 февруари 2007 г.   | 15 април 2007 г.           |
| |                            |                 |                       |                            |
| 58 (3-09) | Stranger in a Strange Land | Джак            | 21 февруари 2007 г.   | 22 април 2007 г.           |
| |                            |                 |                       |                            |
| 59 (3-10) | Tricia Tanaka Is Dead      | Хърли           | 28 февруари 2007 г.   | 29 април 2007 г.           |
| |                            |                 |                       |                            |
| 60 (3-11) | Enter 77                   | Саид            | 7 март 2007 г.        | 6 май 2007 г.              |
| Лок, Саид и Кейт намират станцията на Дарма за връзка с външния свят. Станцията се намира в джунглата. Тримата срещат и нейния обитател, Михаил Бакунин. След като я напускат, Лок я взривява. Сойър се състезава на пинг-понг срещу Хърли, с цел да си върне отнетите вещи, но губи и в рамките на седмица не трябва да се обръща с прякори към останалите. В ретроспекция, Саид среща в Париж една от жертвите си, които е изтезавал. |                            |                 |                       |                            |
| 61 (3-12) | Par Avion                  | Клеър           | 14 март 2007 г.       | 13 май 2007 г.             |
| |                            |                 |                       |                            |
| 62 (3-13) | The Man from Tallahassee   | Лок             | 21 март 2007 г.       | 20 май 2007 г.             |
| |                            |                 |                       |                            |
| 63 (3-14) | "Exposé"                   | Ники и Пауло    | 28 март 2007 г.       | 27 май 2007 г.             |
| |                            |                 |                       |                            |
| 64 (3-15) | Left Behind                | Кейт            | 4 април 2007 г.       | 3 юни 2007 г.              |
| |                            |                 |                       |                            |
| 65 (3-16) | One of Us                  | Джулиет         | 11 април 2007 г.      | 10 юни 2007 г.             |
| |                            |                 |                       |                            |
| 66 (3-17) | Catch-22                   | Дезмънд         | 18 април 2007 г.      | 17 юни 2007 г.             |
| |                            |                 |                       |                            |
| 67 (3-18) | D.O.C.                     | Сън             | 25 април 2007 г.      | 24 юни 2007 г.             |
| След като научава, че жените на острова умират преди да родят, Сън позволява на Джулиет да я прегледа в медицинската станция на Дарма, за което Джулиет докладва на Бен. Дезмънд среща Михаил, който е все още жив, в джунглата. Михаил му помага да спаси живота на Наоми. Ретроспекция показва как Сън е изнудвана от биологичната майка на Джин, за която Сън е мислела, че е мъртва. |                            |                 |                       |                            |
| 68 (3-19) | The Brig                   | Лок             | 2 май 2007 г.         | 1 юли 2007 г.              |
| В ретроспекция виждаме Лок, който живее с Другите. Баща му е пленник. В реално време, Лок принуждава Сойър да отиде с него до Черната Скала, за да види баща му. Джеймс го убива, тъй като се оказва, че той е истинският Сойър. |                            |                 |                       |                            |
| 69 (3-20) | The Man Behind the Curtain | Бен             | 9 май 2007 г.         | 8 юли 2007 г.              |
| Лок се връща при Другите и Бен с неохота го води при мистериозния им лидер Джейкъб. Лок не може да го види, но го чува, заради което Бен го прострелва. Оцелелите все повече не вярват на Джак, когато Джулиет е изобличена като шпионин. Въпреки това, тя разкрива, че всъщност работи с Джак срещу Другите. Ретроспекция показва как Бен пристига за първи път на острова като малък като част от Инициативата Дарма. Той се съюзява с Другите (като поне един от тях – Ричард Алпърт, не остарява в следващите 30 години) и убива членовете на Дарма. |                            |                 |                       |                            |
| 70 (3-21) | Greatest Hits              | Чарли           | 16 май 2007 г.        | 15 юли 2007 г.             |
| |                            |                 |                       |                            |
| 71/72 (3-22/3-23) | Through the Looking Glass  | Джак            | 23 май 2007 г.        | 22 юли 2007 г.             |
| |                            |                 |                       |                            |

## Сезон 4: 2008
Главна статия: Изгубени (сезон 4)
| Номер | Заглавие                             | Главен персонаж                       | Първо излъчване в САЩ | Първо излъчване в България |
| --- | ------------------------------------ | ------------------------------------- | --------------------- | -------------------------- |
| 73 (4-01) | The Beginning of the End             | Хърли                                 | 31 януари 2008 г.     | 6 април 2008 г.            |
| След като научават за посланието на Чарли, част от оцелелите започват да се чудят дали да вярват на Наоми и нейните партньори или не, като по този начин се разделят на две групи.                                                                                                 |                                      |                                       |                       |                            |
| 74 (4-02) | Confirmed Dead                       | Фарадей, Майлс, Шарлот, Франк и Наоми | 7 февруари 2008 г.    | 13 април 2008 г.           |
| Оцелелите срещат хората от екипа на Наоми и стават подозрителни относно техните намерения. |                                      |                                       |                       |                            |
| 75 (4-03) | The Economist                        | Саид                                  | 14 февруари 2008 г.   | 20 април 2008 г.           |
| Саид и Кейт преговарят за Лок, който е заложник. Те смятат, че той може да им помогне да избягат от острова. |                                      |                                       |                       |                            |
| 76 (4-04) | Eggtown                              | Кейт                                  | 21 февруари 2008 г.   | 27 април 2008 г.           |
| Кейт трябва да се добере до информация от заложниците, но това може да изложи на опасност отношенията ѝ с Лок и Сойър. |                                      |                                       |                       |                            |
| 77 (4-05) | The Constant                         | Дезмънд                               | 28 февруари 2008 г.   | 4 май 2008 г.              |
| Саид и Дезмънд попадат в турболентна зона по пътя им към кораба, поради което Дезмънд трябва да се справи с някои неочаквани ефекти. В ретроспекция виждаме живота му в армията.                                                                                                   |                                      |                                       |                       |                            |
| 78 (4-06) | The Other Woman                      | Джулиет                               | 6 март 2008 г.        | 11 май 2008 г.             |
| Джулиет получава нежелано посещение от някого от нейното минало. Дадена ѝ е заповед да попречи на Шарлот и Фарадей с всякакви средства да завършат мисията си. В същото време, Бен предлага на Лок примамлива сделка.                                                              |                                      |                                       |                       |                            |
| 79 (4-07) | Ji Yeon                              | Сън и Джин-Су Куон                    | 13 март 2008 г.       | 18 май 2008 г.             |
| Джулиет е принудена да разкрие на Джин някои потресаващи новини, когато Сън заплашва да се премести в лагера на Лок. В същото време, Саид и Дезмънд започват да разбират каква е мисията на новодошлите на острова, когато се озововат на техния кораб и срещат капитана.          |                                      |                                       |                       |                            |
| 80 (4-08) | Meet Kevin Johnson                   | Майкъл                                | 20 март 2008 г.       | 25 май 2008 г.             |
| Саид се изправя срещу шпионина на Бен на кораба. Бен кара дъщеря си Алекс да напусне лагера на Лок, за да избегне предстояща атака. |                                      |                                       |                       |                            |
| 81 (4-09) | The Shape of Things to Come          | Бен                                   | 24 април 2008 г.      | 7 септември 2008 г.        |
| Лагерът на Лок е атакуван, а Джак се опитва да установи самоличността на тяло, което намира на брега. В препратки в бъдещето, Бен е успял да се измъкне от острова. |                                      |                                       |                       |                            |
| 82 (4-10) | "Something Nice Back Home"           | Джак                                  | 1 май 2008 г.         | 14 септември 2008 г.       |
| Здравето на Джак е сериозно застрашено, и Кейт и Джулиет трябва да се сработят, за да го спасят. Нещо се обърква, когато Сойър, Клеър, Арън и Майлс продължават да се отдалечават от лагера на Лок и се връщат на плажа.                                                           |                                      |                                       |                       |                            |
| 83 (4-11) | Cabin Fever                          | Лок                                   | 8 май 2008 г.         | 21 септември 2008 г.       |
| Лок е просветен в местонахождението на колибата на Яков. Животът на борда на кораба става рискован. В ретроспекции виждаме детството на Лок. |                                      |                                       |                       |                            |
| 84 (4-12) | "There's No Place Like Home: Part 1" | Джак, Хърли, Саид, Сън и Кейт         | 15 май 2008 г.        | 28 септември 2008 г.       |
| Оцелелите отчаяно се опитват да избягат от Острова, докато Бен се изправя срещу наемниците от кораба. Препратки в бъдещето показват живота на шестимата от Океаник малко след завръщането им у дома.                                                                               |                                      |                                       |                       |                            |
| 85/86 (4-13/4-14) | There's No Place Like Home: Part 2   | Джак, Хърли, Саид, Сън и Кейт         | 29 май 2008 г.        | 5 октомври 2008 г.         |
| Джак, Кейт, Саид, Хърли, Сън, Арън, Дезмънд и Франк Лапидъс успяват да избягат от острова, докато Бен и Лок успешно го преместват. Препратки в бъдещето показват как Океанската шесторка и Уолт са посещавани от мъж на име Джеръми Бентъм, с когото изглежда имат някаква връзка. |                                      |                                       |                       |                            |

## Сезон 5: 2009
Главна статия: Изгубени (сезон 5)
| Номер | Заглавие                             | Главен персонаж | Първо излъчване в САЩ | Първо излъчване в България |
| --- | ------------------------------------ | --------------- | --------------------- | -------------------------- |
| 87 (5-01) | Because You Left                     | няма            | 21 януари 2009 г.     | 6 април 2009 г.            |
| |                                      |                 |                       |                            |
| 88 (5-02) | The Lie                              | Хърли           | 21 януари 2009 г.     | 13 април 2009 г.           |
| |                                      |                 |                       |                            |
| 89 (5-03) | Jughead                              | Дезмънд         | 28 януари 2009 г.     | 20 април 2009 г.           |
| |                                      |                 |                       |                            |
| 90 (5-04) | The Little Prince                    | Кейт            | 4 февруари 2009 г.    | 27 април 2009 г.           |
| |                                      |                 |                       |                            |
| 91 (5-05) | This Place Is Death                  | Сън и Джин      | 11 февруари 2009 г.   | 4 май 2009 г.              |
| |                                      |                 |                       |                            |
| 92 (5-06) | 316                                  | Джак            | 18 февруари 2009 г.   | 11 май 2009 г.             |
| |                                      |                 |                       |                            |
| 93 (5-07) | The Life and Death of Jeremy Bentham | Лок             | 25 февруари 2009 г.   | 18 май 2009 г.             |
| |                                      |                 |                       |                            |
| 94 (5-08) | LaFleur                              | Сойър           | 4 март 2009 г.        | 25 май 2009 г.             |
| Оцелелите на Острова се озовават във времето през 1974, с което се поставя край на пътуването във времето. Те се присъединяват към Инициатива Дарма след като спасяват един от техните членове – Ейми, от „Другите“. След три години Джулиет помага на Ейми при раждането на детето ѝ, а Сойър, който е влюбен в Джулиет, отново се среща с Джак, Кейт и Хърли. |                                      |                 |                       |                            |
| 95 (5-09) | Namaste                              | няма            | 18 март 2009 г.       | 1 юни 2009 г.              |
| |                                      |                 |                       |                            |
| 96 (5-10) | He's Our You                         | Саид            | 25 март 2009 г.       | 8 юни 2009 г.              |
| |                                      |                 |                       |                            |
| 97 (5-11) | Whatever Happened, Happened          | Кейт            | 1 април 2009 г.       | 15 юни 2009 г.             |
| |                                      |                 |                       |                            |
| 98 (5-12) | Dead is Dead                         | Бен             | 8 април 2009 г.       | 22 юни 2009 г.             |
| |                                      |                 |                       |                            |
| 99 (5-13) | Some Like It Hoth                    | Майлс           | 15 април 2009 г.      | 29 юни 2009 г.             |
| |                                      |                 |                       |                            |
| 100 (5-14) | The Variable                         | Фарадей         | 29 април 2009 г.      | 6 юли 2009 г.              |
| |                                      |                 |                       |                            |
| 101 (5-15) | Follow the Leader                    | няма            | 6 май 2009 г.         | 13 юли 2009 г.             |
| |                                      |                 |                       |                            |
| 102/103 (5-16/5-17) | The Incident                         | Яков            | 13 май 2009 г.        | 20 и 27 юли 2009 г.        |
| |                                      |                 |                       |                            |

## Сезон 6: 2010
Главна статия: Изгубени (сезон 6)
| Номер | Заглавие             | Главен персонаж     | Първо излъчване в САЩ | Първо излъчване в България |
| --- | -------------------- | ------------------- | --------------------- | -------------------------- |
| 104 (6-01)/105 (6-02) | LA X                 | различни            | 2 февруари 2010 г.    | 19 април 2010 г.           |
| В премиерата на сезона се разкрива какво се е случило след детонацията на бомбата. След избухването се създават две реалности, като в първата героите се връщат в 2007 г., а втората показва какво би станало, ако полет 815 кацне в Лос Анджлис. |                      |                     |                       |                            |
| 106 (6-03) | What Kate Does       | Кейт                | 9 февруари 2010 г.    | 26 април 2010 г.           |
| |                      |                     |                       |                            |
| 107 (6-04) | The Substitute       | Лок                 | 16 февруари 2010 г.   | 3 май 2010 г.              |
| |                      |                     |                       |                            |
| 108 (6-05) | Lighthouse           | Джак                | 23 февруари 2010 г.   | 10 май 2010 г.             |
| |                      |                     |                       |                            |
| 109 (6-06) | Sundown              | Саид                | 2 март 2010 г.        | 17 май 2010 г.             |
| |                      |                     |                       |                            |
| 110 (6-07) | Dr. Linus            | Бен                 | 9 март 2010 г.        | 24 май 2010 г.             |
| |                      |                     |                       |                            |
| 111 (6-08) | Recon                | Сойър               | 16 март 2010 г.       | 31 май 2010 г.             |
| |                      |                     |                       |                            |
| 112 (6-09) | Ab Aeterno           | Ричард              | 23 март 2010 г.       | 7 юни 2010 г.              |
| |                      |                     |                       |                            |
| 113 (6-10) | The Package          | Сън и Джин          | 30 март 2010 г.       | 14 юни 2010 г.             |
| |                      |                     |                       |                            |
| 114 (6-11) | Happily Ever After   | Дезмънд             | 6 април 2010 г.       | 21 юни 2010 г.             |
| |                      |                     |                       |                            |
| 115 (6-12) | Everybody Loves Hugo | Хърли               | 13 април 2010 г.      | 28 юни 2010 г.             |
| |                      |                     |                       |                            |
| 116 (6-13) | The Last Recruit     | различни            | 20 април 2010 г.      | 5 юли 2010 г.              |
| |                      |                     |                       |                            |
| 117 (6-14) | The Candidate        | Джак и Лок          | 4 май 2010 г.         | 12 юли 2010 г.             |
| |                      |                     |                       |                            |
| 118 (6-15) | Across the Sea       | Яков и Мъжа в черно | 11 май 2010 г.        | 19 юли 2010 г.             |
| |                      |                     |                       |                            |
| 119 (6-16) | What They Died For   | различни            | 18 май 2010 г.        | 26 юли 2010 г.             |
| |                      |                     |                       |                            |
| 120/121 (6-17/6-18) | The End              | различни            | 23 май 2010 г.        | 2 август 2010 г.           |
| |                      |                     |                       |                            |

## Мобилни епизоди: „Изгубени: Липсващите парчета“: 2007-2008
| Номер | Заглавие                                    | Главен персонаж                | Първо излъчване в САЩ |
| ----- | ------------------------------------------- | ------------------------------ | --------------------- |
| 1     | The Watch                                   | Джак и Крисчън                 | 7 ноември 2007 г.     |
|       |                                             |                                |                       |
| 2     | The Adventures of Hurley and Frogurt        | Хърли и Фрогурт                | 13 ноември 2007 г.    |
|       |                                             |                                |                       |
| 3     | King of the Castle                          | Джак и Джулиет                 | 20 ноември 2007 г.    |
|       |                                             |                                |                       |
| 4     | The Deal                                    | Майкъл и Джулиет               | 26 ноември 2007 г.    |
|       |                                             |                                |                       |
| 5     | Operation: Sleeper                          | Джак и Джулиет                 | 3 декември 2007 г.    |
|       |                                             |                                |                       |
| 6     | Room 23                                     | Бен и Джулиет                  | 11 декември 2007 г.   |
|       |                                             |                                |                       |
| 7     | Arzt & Crafts                               | Хърли, Джин, Сън, Майкъл и Арц | 17 декември 2007 г.   |
|       |                                             |                                |                       |
| 8     | Buried Secrets                              | Джин, Сън и Майкъл             | 24 декември 2007 г.   |
|       |                                             |                                |                       |
| 9     | Tropical Depression                         | Майкъл и Арц                   | 31 декември 2007 г.   |
|       |                                             |                                |                       |
| 10    | Jack, Meet Ethan. Ethan? Jack.              | Джак и Итън                    | 7 януари 2008 г.      |
|       |                                             |                                |                       |
| 11    | Jin Has a Temper-Tantrum on the Golf Course | Хърли, Джин и Майкъл           | 14 януари 2008 г.     |
|       |                                             |                                |                       |
| 12    | The Envelope                                | Джулиет и Амелия               | 21 януари 2008 г.     |
|       |                                             |                                |                       |
| 13    | So It Begins                                | Джак, Крисчън и Винсънт        | 28 януари 2008 г.     |
|       |                                             |                                |                       |

## Специални епизоди: 2005-2010
| Номер | Заглавие                         | Диктор(и)                                                  | Излъчен между                                            | Зрители (в милиони) | Първо излъчване в САЩ | Първо излъчване в България |
| ----- | -------------------------------- | ---------------------------------------------------------- | -------------------------------------------------------- | ------------------- | --------------------- | -------------------------- |
| 1     | Lost: The Journey                | Брайън Кокс, Еванджелин Лили и Доминик Монахан в Австралия | "Do No Harm" и "The Greater Good"                        | 13.75               | 27 април 2005 г.      | не е излъчен               |
| 2     | Destination Lost                 | Питър Койот                                                | "Exodus" и "Man of Science, Man of Faith"                | 15.27               | 21 септември 2005 г.  | не е излъчен               |
| 3     | Lost: Revelation                 | Питър Койот с водещ Джей Джей Ейбрамс в Австралия          | "What Kate Did" и "The 23rd Psalm"                       | 13.52               | 11 януари 2006 г.     | не е излъчен               |
| 4     | Lost: Reckoning                  | Питър Койот                                                | "S.O.S." и "Two for the Road"                            | 11.95               | 26 април 2006 г.      | не е излъчен               |
| 5     | Lost: A Tale of Survival         | Майкъл Емерсън                                             | "Live Together, Die Alone" и "A Tale of Two Cities"      | 9.03                | 27 септември 2006 г.  | не е излъчен               |
| 6     | Lost Survivor Guide              | Кайл Маклоклън с водещи Деймън Линдълоф и Карлтън Кюз      | "I Do" и "Not in Portland"                               | 8.84                | 7 февруари 2007 г.    | не е излъчен               |
| 7     | Lost: The Answers                | Кайл Маклоклън с водещи Деймън Линдълоф и Карлтън Кюз      | "Greatest Hits" и "Through the Looking Glass"            | 9.12                | 17 май 2007 г.        | не е излъчен               |
| 8     | Lost: Past, Present & Future     | Майкъл Емерсън                                             | "Through the Looking Glass" и "The Beginning of the End" | 14.065              | 31 януари 2008 г.     | не е излъчен               |
| 9     | Lost: Destiny Calls              | Дъг Хъчисън с водещи Деймън Линдълоф и Карлтън Кюз         | "There's No Place Like Home" и "Because You Left"        | 8.51                | 21 януари 2009 г.     | не е излъчен               |
| 10    | Lost: The Story of the Oceanic 6 | Нестор Карбонел                                            | "Some Like It Hoth" и "The Variable"                     | 6.745               | 22 април 2009 г.      | не е излъчен               |
| 11    | Lost: A Journey in Time          | Майкъл Емерсън с водещи Деймън Линдълоф и Карлтън Кюз      | "Follow the Leader" и "The Incident"                     | 6.33                | 13 май 2009 г.        | не е излъчен               |
| 12    | Lost: Final Chapter              | Майкъл Емерсън                                             | "The Incident" и "LA X"                                  | 9.9                 | 31 януари 2010 г.     | не е излъчен               |
| 13    | Lost: The Final Journey          | Тайтъс Уеливър                                             | "What They Died For" и "The End"                         | 9.926               | 23 май 2010 г.        | 2 август 2010 г.           |